# Bílá Třemešná
Bílá Třemešná (deutsch Weiß Trzemeschna, 1939–45 Ahlkirschen) ist eine Gemeinde in Tschechien. Sie liegt sechs Kilometer westlich von Dvůr Králové nad Labem und gehört zum Okres Trutnov.

## Geographie
Der Ort befindet sich rechtsseitig der Elbe am Fuße des Höhenrückens Zvičinský hřbet und wird vom Bach Netřeba durchflossen. Im Norden liegt die Talsperre Les Království. Südöstlich, zwischen Nové Lesy und Dvůr Králové nad Labem, erstreckt sich entlang der Netřeba der Zoo Dvůr Králové. Im Nordwesten erhebt sich die 671 Meter hohe Zvičina.
Nachbarorte sind Dolní Brusnice im Norden, Nemojov, Aleje und Podháj im Nordosten, Verdek, Nové Lesy und Filířovice im Osten, Dubinka im Südosten, Dolní Dehtov und Horní Dehtov im Süden, Třebihošť im Südwesten sowie Březína, Nade Vsí und Zvičina im Westen.

## Geschichte
Das Dorf wurde wahrscheinlich um 1238 gegründet. Sein Name leitet sich vom alttschechischen Wort třěmcha (Ahlkirsche) her; der später hinzugekommene Zusatz bílá (weiß) stammt wahrscheinlich von dem in der Gegend vorkommenden hellen Sandstein. Erstmals urkundlich erwähnt wurde der Ort 1270. Adelheid, die Witwe von Albrecht von Iwanowitz (Grundherr) verteidigt 1270 vor einem Prager Gericht ihre Mitgift-Grundstücke in Trzemeschna und Tschermna. Scheinbar war Weykersdorf zu dieser Zeit in Nieder- und Oberdorf geteilt. Im Jahr 1384, 1385, 1399 und 1405  musste das als Wikeri villa im „Register der Diözese des päpstlichen Zehnten der Prager“ genannten Weykersdorf je Jahr drei Groschen zahlen. Zu Beginn des 15. Jahrhunderts wurde es auch als Weykersdorff superiori bezeichnet; diese deutsche Bezeichnung ist letztmals 1416 zu finden. Der deutsche Gründername Wigheri (althochdeutsch) für Kampfgenosse ist ein Zeugnis für die fränkische Kolonisierung der oberen Elbe.
Bis ins 16. Jahrhundert gehörte Třemešná den Vladiken Třemešenský von Železna. 1594 erwarb Adam Silber auf Pilníkov das Dorf und errichtete ein Renaissanceschloss. Auf dem Roten Schloss erhielt zwischen 1626 und 1628 Johann Amos Comenius zusammen mit weiteren Böhmischen Brüdern durch Georg von Sadowsky aus Sloupno Unterschlupf vor seinen Verfolgern, bis er den Weg in die Verbannung antrat.
Zum Ende des 18. Jahrhunderts wurde das Gut Třemešná an die Herrschaft Sadová angeschlossen. Im 19. Jahrhundert besaßen die Grafen Harrach das Dorf. 1858 erfolgte der Bau der Eisenbahn von Pardubitz nach Reichenberg, an der zwischen Dolní Brusnice und Bílá Třemešná die Bahnstation Bílá Třemešná eingerichtet wurde. Das Rote Schloss diente unter den Grafen Harrach nicht mehr zu Wohnzwecken; zwischen 1865 und 1866 ließ Franz Anton von Harrach das verfallene Bauwerk schleifen.
Ab 1910 wurde an der Elbe die Talsperre Les Království errichtet. Während der Zeit des Nationalsozialismus erfolgte 1939 die Germanisierung des Ortsnamens in Ahlkirschen.

## Gemeindegliederung
Die Gemeinde Bílá Třemešná besteht aus den Ortsteilen Bílá Třemešná (Weiß Tremeschna, 1939–45 Ahlkirschen) und Nové Lesy (Neuwald) sowie den Ansiedlungen Filířovice (Fiedlersdorf) und Aleje.

## Sehenswürdigkeiten
- Talsperre Les Království
- Denkmal für Johann Amos Comenius, an der Stelle des früheren Roten Schlosses
- Kirche des Hl. Jakobus; das 1384 im romanischen Stil erbaute Gotteshaus wurde 1680 unter Johann Ernst von Schaffgotsch umgebaut
- Hussitische Kirche, 1931 erbaut
- Zoo Dvůr Králové nad Labem
- Die Höhle Skrýše am Berg Dehtovská horka südlich des Ortes diente Comenius als Zufluchtsort